# 瓦希夫卡
50°56′27″N 30°5′49″E / 50.94083°N 30.09694°E
瓦希夫卡（烏克蘭語：Вахівка）是位於烏克蘭北部的村莊，由基辅州维什霍罗德区的季梅爾市鎮負責管轄。該村始建於1813年，面積1.2平方公里，海拔高度119米，2001年人口326，人口密度每平方公里271.7人。